# Bhuta kola

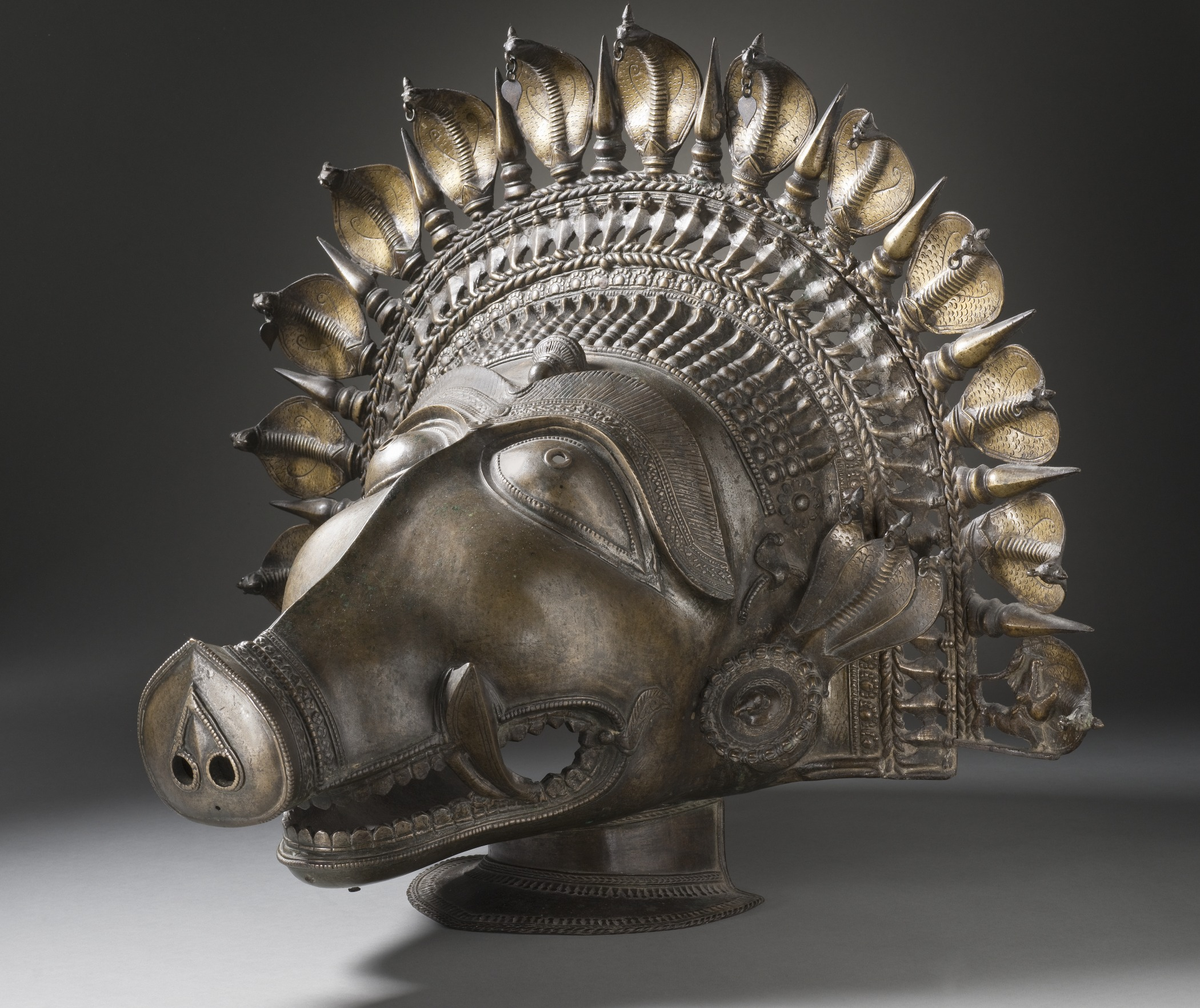
Maska tancerza reprezentującego zwierzecego bhutę

Bhuta kola (trl. Bhūta kōla) – obrzęd przynależny do kultu duchów typu bhuta w hinduizmie ludowym. Występuje w części współczesnych stanów indyjskich Kerala i Karnataka. Bhuta kola zawiera elementy transu i owładnięcia, przepowiednię wyroczni i melorecytację mitu powierzaną kobietom.